# C (anime)
C é um anime de 2011 dirigido por Kenji Nakamura. O diretor, na faixa de seu lançamento, já havia trabalhado em  Ayasaki: Samurai Horror Tales/Ayakashi: Japanese Classic Horror (怪 〜ayakashi〜 Japanese Classic Horror) e 變態怪醫 Dr.伊良部.
Inceptivamente disponível apenas em seu idioma nativo (Japonês), acedeu a uma compilação dublada para o Inglês, distribuída em 30 de outubro de 2012. A história segue Kimimaro Yoga, um estudante de economia que é introduzido a uma realidade alternativa, polarizada sobre o epitetado 'Distrito Financeiro', onde pessoas apostam seu futuro em batalhas. Entres (lutadores) podem acumular grande capital ao vencer, tendo, entretanto, seu futuro parcialmente alterado após derrotas. Enquanto a história soergue, Kimimaro passar a conscientizar-se no que franqueia os efeitos do espectro no mundo real.
A série foi transmitida no Japão através do bloco Noitamina, vinculado à grade horária da Fuji TV, dentre 15 de abril e 24 de junho. Anteriormente, seria distribuído nos formatos DVD e Blu-Ray, pela Toho. Sua exibição nos Estados Unidos, admitida pela Funimation Entertainment, enfrentou atraso de uma semana, em contraste com outros pontos não flagelados, tais como Austrália (competente à Siren Visual), e Reino Unido (concernente à Anime on Demand). Ainda, a animação foi inscrita ao ar novamente, o que atina a performances do Funimation Channel e Pivot, em 2013. As companhias incumbidas do desferimento em versões de DVD e Blu-Ray equivalem às mesmas que transudaram-no na TV, com exceção da Anime on Demand, substituída pela rede MVM Entertaiment.
A premissa da série e o conceito-base foram elogiados por visualizadores ocidentais; entretanto, no que tange a manipulação da história e ao desenvolvimento dos personagens, as críticas elucidaram uma suposta má administração de elementos do enredo. Ilustrações acederam a pareceres divergentes, sendo massivamente impugnada pelo uso de gráficos 3D. A avaliação do áudio e de seus recursos avultados foi predominantemente positiva. Adicionalmente, foi descrita como, em geral, um bom conglomerado, suscitando eminentes discussões reflexivas na filosofia da economia.

## História
O governo japonês foi resgatado da beira do colapso financeiro pelo Fundo de Riqueza Soberana. Para os seus cidadãos, no entanto, a vida não melhorou, e desemprego, criminalidade, suicídio e desespero são enormes e crescentes. Kimimaro, criado pela avó materna após o desaparecimento de seu pai e a morte de sua mãe, é um estudante de bolsa, cujo único sonho é possuir uma vida estável e comum. Um dia ele encontra um homem que lhe oferece uma grande soma de dinheiro alternativo, se ele permitir que seu "futuro" seja uma garantia. A partir de então seu destino é radicalmente alterado quando é arrastado para um reino misterioso conhecido como Distrito Financeiro, onde deve competir em torneios semanais, chamados "deals" ou "acordos", de forma a manter seu dinheiro e evitar a perda de seu futuro.

## Elenco

### Versão nipônica[8]
- Haruka Tomatsu como MSHYU.[c]
- Kōki Uchiyama como Kimimaro Yoga.[d]
- Daisuke Hosomi como Mikuni.[e]

- Saori Goto como Q.[f]
- Mayumi Asato como Jennifer Sato.[g]

- Takahiro Sakurai como Masasaki.[h]

### Versão em inglês[7]
- Brina Palencia como MSHYU.
- Todd Haberkorn como Kimimaro Yoga.
- J. Michael Tatum como Mikuni.
- Monica Rial como Q.
- Martha Harms como Jennifer Sato.
- Scott Freeman como Masasaki.

## Produção

### Enredo
Produzida pela Tatsunoko Productions e dirigida por Kenji Nakamura, a série teve o enredo definido por Noboru Takagi, aliado a Manabu Ishikawa, Shinsuke Onishi e Kenji Sugihara. Mebae liderou a laboração da aparência dos personagens, com Takashi Hashimoto permeando animações dos personagens, Yuuho Taniuchi administrando o design de arte, e Keiichi Sato concebendo o design conceitual. Kōji Yamamoto foi o precípuo produtor, conciliado a Makoto Kimura, Daisuke Konada e Takeshi Yoda.  Hashimoto foi o vultoso diretor de animação; Hiroshi Itō, diretor de arte; Yuzo Sato, o diretor de CGI. Taku Iwasaki compôs os traços musicais, coalizado a Yukio Nagasaki, diretor de som.

### Desenvolvimento
A concepção de uma animação concentrada no âmbito do dinheiro ergueu-se após a falência do banco estadunidense Lehman Brothers, em 2008, evento que fomentou a maior declaração de ruptura nos Estados Unidos, bem como a estimação a um evento-chave da crise econômica de 2007 e 2008, liderando para a grande recessão. Não obstante, inceptivamente, o foco do projeto não transfixava o dinheiro em si; a premissa envolvia batalhas mundiais, estipulando um final 'mais leve' do que o resultado visível na obra concreta. A premissa alterou-se por volta de janeiro de 2010, no ápice da recessão, quando Nakamura assumiu que o Japão perduraria a recuperar-se da quebra. Posteriormente, entre fevereiro e agosto de 2010, conduziu quase trinta entrevistas com políticos aposentados do Banco do Japão, profissionais de finanças, professores especializados, membros de organizações sem fins lucrativos, dentre outras personalidades. Pretendia encontrar um consenso distenso, o que, não ocorrendo, o frustrou, já que auferira muitas opiniões inconsonantes. Concluiu, portanto, que, devido à volátil intervenção humana, a economia não incorpora consensos.
O roteiro resoluto foi ingerido por dois entrevistados; um comerciante impressionado ante a conduta de CEOs americanos, que usufruíam de bilhões de dólares, ao passo que, no Japão, a economia degradava-se, anuindo sua preocupação com o país nativo diante do cenário global; e a história do Future Bank Business Association, uma NPO (do inglês: nonprofit organization), que concedia empréstimos a indivíduos, a fim de atualizar seus refrigeradores antigos para modelos mais eficientes, recebendo o pagamento com a diferença da economia de energia. Para Nakamura, ambos as retratações exaltavam o desejo banal de ajudar o Japão, ainda que os relatos ábsonos fossem. Porém, tais reportes aclararam que cidadãos nipônicos tinham de agir, obtendo riqueza e caos, ou pobreza e contentamento. Nakamura obtestou que, ao abster-se sobre ambos os parâmetros, potenciais consequências engendrariam-se. Concomitantemente, mostrava receio quanto ao curso japonês, com pessoas abandonando seu reconhecimento da relevância de plausíveis condições de vida, destinadas à geração futura, o que supostamente designava riscos financeiros ao futuro. De tal modo, aplacando suas ponderações depois de histórias inspiradoras, decidiu que pessoas não tentariam auxiliar alguém que não lhes fosse conhecido. O autor considera esta questão e a necessidade de agir para construir um futuro bonançoso como temas realçáveis da obra.
Nakamura nomeou Naoki Osaka, editor-chefe da editora de economia Toyo Keizai, para ser o consultor do anime, e concluiu que não poderia fazer uma história econômica 'leve'. De tal forma, propositalmente, delineou o Distrito Financeiro como uma configuração exterior ao mundo real, ainda que analogicamente relacionada. Cumpriria uma das missões que um anime tem, em sua opinião, executando tal estratégia, além de indicar, de maneira 'branda', um tema específico para uma audiência desconhecida. Ele manteve a história tão 'radical' quanto o significado de mantê-la racional e atrativa, o que lhe concedeu a possibilidade de regular temas relativamente oblíquos, gradualmente aplicando finanças e estalões macroeconômicos metaforicamente através de conflitos. Ao retratar os personagens e suas razões para a batalha, e depois de ler o mangá com tema de jogo Kaiji, Naoki e Nakamura tentaram evitar descrever o dinheiro como algo que deixaria inequivocamente as pessoas loucas, concitando o pensamento de que esse caminho deveria ser evitado.

## Tema e análise
Os objetivos de Kimimaro para sua vida foram interpretados como equipotentes àqueles de, em média, 21 anos de idade. Nos trechos em que obtém êxito dentro do Distrito Financeiro, outros integrantes anuem que tal marco é pouco ordinário para recém-chegados, o que levou à exegese de uma metáfora a "dificuldade que as pessoas comuns têm em encontrar uma base econômica segura atualmente, quando o nepotismo é comum entre os grandes institutos de dinheiro". Kimimaro e Mikuni podem ser alteados a diferentes personalidades ante o manejo do dinheiro, sua busca e acumulação. Nakamura não hasteia nenhuma como a correta, inferindo pela continência; "Control indaga-lhe quão longe está disposto a ir para ganhar dinheiro - e quão longe é o limite". Outros explanam que o posicionamento não foi neutro, e que "a série serve como um amplo tratado contra a economia moderna e o globalismo". A repetida aparição do número 666 foi alçada como uma analogia para "o dinheiro é a raiz de todo mal".
No contexto de uma ruptura, Nakamura pode ter tentado "refletir o senso de atordoamento e/ou indiferença" que provocaria. Em tal cenário, "para a maioria das pessoas, dinheiro - sério, eminente, e o funcionamento interno dos setores financeiros do mundo real - é confuso, no mínimo, e incompreensível, ao máximo". Os mercados financeiros e créditos foram elevados ao ponto central da animação. Um analista afirmou que o anime poderia direcionar-se rumo à extensão do dinheiro moderno ("Depois de alavancar nossos fundos de aposentadoria, nosso futuro não é o próximo passo lógico?"), ou ao crédito intrínseco ("Ganhar dinheiro agora e trabalhar com ele e seus juros compostos nos próximos anos são realmente muito distintos da negociação no potencial futuro de ganho presente?").  Negócios e bancos foram, também, considerados um assunto enfatizado, pois sugerem "a melhor forma de entrar no jogo". A troca de uma porção da vida por dinheiro poderia, ademais, ser entendida como uma metáfora para o trabalho assalariado. Procedendo-se sobre o raciocínio, os deals refeririam uma metáfora ao comércio, já que absorvem o dinheiro de outra pessoa, simbolizando uma fração da vida hodierna. O programa também constrói o valor do dinheiro como uma ficção-cultural reciprocamente sintetizada, que pode desaparecer uma vez o contrato estando combalido. Isto é, a vida de alguém é comutada pelo que, meramente, representa tinta no papel.

## Lançamento
Os onze episódios foram inicial e consecutivamente empregados no bloco Noitamina.  A série foi licenciada para ser exibida via internet em seis territórios, incluindo a versão em inglês inato a Austrália, a adaptação estadunidense, e a flexibilização britânica.  Funimation Entertainment e Anime on Demand expuseram a animação desde 21 de abril de 2011, em seus próprios endereços da web, enquanto Siren Visual fê-la disponível através da Anime News Network na Austrália, a partir de 22 de abril. Nos Estados Unidos, a Toku também elencou-a, com a remetente transmissão incoada em 14 de janeiro de 2013, o que foi também praticado pela Pivot TV, com alicerce em 5 de outubro do mesmo ano. No Reino Unido, sucedendo a extinção da Anime on Demand, foi transferida à Animax; o primeiro episódio estava disponível em 6 de março de 2015.
Os episódios de C foram lançados mais tarde em DVD e Blu-Ray no Japão; produzidos pela Pony Canyon, os quatro volumes foram lançados pela Toho, entre 19 de agosto e 25 de novembro de 2011. Uma versão de aluguel do DVD também foi disponibilizada pela Toho entre 9 de setembro e 9 de dezembro de 2011. Nos Estados Unidos, a Funimation lançou uma versão dublada em inglês da série em uma edição limitada combinada em DVD e Blu-ray, em 30 de outubro de 2012; um relançamento com orçamento limitado foi deslocado em 19 de julho de 2016. Na Austrália e no Reino Unido, foram lançados como uma caixa de DVD, dublados em inglês e japonês, e disponibilizados em 15 de novembro de 2012, pela Siren Visual, e em 14 de outubro de 2013, pela MVM Entertainment.
Todos os episódios tiveram "Matryoshka" (マトリョーシカ Matoryōshika), cantada por Nico Touches the Walls, como tema de abertura, e "RPG", cantada por School Food Punishment, como tema de encerramento. Juntamente com a trilha sonora composta por Taku Iwasaki, as demais músicas foram lançadas em um CD original de 24 faixas, da gravadora Ki/oon Records, marca adjacente à Sony Music Entertainment Japan, em 17 de agosto de 2011.

## Episódios
| # | Título                                | Estreia             |
| --- | ------------------------------------- | ------------------- |
| 1 | "Complicação" "Fukuzatsu" (複雑)"     | 15 de abril de 2011 |
| Um homem sem dinheiro usa um cartão de crédito que lhe concede acesso a um "Distrito Financeiro" surreal, onde ele se envolve em uma batalha contra um homem, Souichirou Mikuni, lutando com criaturas misteriosas conhecidas como ativos. É derrotado e acaba cometendo o suicídio no dia seguinte. Enquanto isso, um menino chamado Kimimaro Yoga trabalha em dois empregos a tempo parcial para arrecadar dinheiro para seu futuro. Uma noite, ele busca estudar para um teste surpresa, entretanto, acaba por ser abordado por um homem misterioso, chamado Masakaki, que anuncia que Kimimaro foi escolhido para se tornar um empreendedor no Midas Banks. No dia seguinte, Kimimaro fica surpreso ao descobrir que 500.000 ienes foram depositados em sua conta. Enquanto se pergunta o que deveria fazer sobre isso, Kimimaro considera o uso de uma pequena quantidade para a participação de uma Konpa - encontro casual de estudantes, a fim de usufruir de bebidas -, juntamente a sua amiga, Hanabi Ikuta. No entanto, quando ele retira o dinheiro, é novamente abordado por Masakaki, que o coloca em um táxi com destino ao distrito financeiro. |                                       |                     |
| 2 | "Coincidência" ""Angō" (暗合)"        | 22 de abril de 2011 |
| Kimimaro é trazido para a área financeira em que ele deve participar de 'negócios'. As batalhas condensam o dinheiro apostado, usando um ativo chamado MSHYU. Kimimaro e MSHYU são instantaneamente jogados em um negócio contra um cidadão poderoso, alicerçado sob o velacho 'Gig'. Como Kimimaro não é capaz de compreender a situação, MSHYU acaba tendo vários danos ao defendê-lo. No entanto, MSHYU consegue ensinar a Kimimaro os usos de sua capacidade, que consegue derrotar o adversário, embora tenha desmaiado na sequência. Kimimaro retorna ao mundo real, onde Masakaki lhe informa o próximo negócio, que terá lugar no prazo de uma semana, logo descobrindo que o estudante logra de ainda mais dinheiro em sua conta. Mais tarde, Kimimaro começa a perceber que algumas notas de dinheiro aparecem na cor preta para ele; MSHYU lhe explica que é dinheiro do distrito financeiro. Kimimaro então acaba encontrando Mikuni, que explica sobre as contas negras, conhecidas como dinheiro Midas, e dicas que ele sabe dos pais de Kimimaro. |                                       |                     |
| 3 | "Conspiração" "Inbō" (陰謀)"          | 27 de abril de 2011 |
| Jennifer Sato trabalha em uma organização que tenta descobrir o propósito dos distritos financeiros. Enquanto isso, Kimimaro vai visitar sua tia para perguntar sobre seus pais, que desapareceram misteriosamente um dia. Embora tencionasse a procura de pertences de seu pai, ele encontra um diário pertencente ao Midas Banks e decide ir para o distrito financeiro, em busca de respostas. Mikuni leva-o para conhecer um fotógrafo estranho, que lhe diz que seu pai era forte, mesmo falindo em um dos encontros mal-finalizados, e, consequentemente, enforcando-se. Kimimaro inicialmente irrita-se porque seu pai pensava em dinheiro. Kimimaro logo entra em seu segundo negócio, onde encontra um rosto familiar. |                                       |                     |
| 4 | "Conversão" ""Tenkan" (転換)"         | 4 de maio de 2011   |
| Kimimaro se encontra com um de seus professores, Daisuke Ebara, e derrota-o, fazendo-o ir à falência. No dia seguinte, Ebara pede a Kimimaro para conversar, revelando que ele aceitou ofertas para sustentar sua família. Declara, ainda, que a punição de falência fez ele perceber que nunca pensava em seus filhos. Ele também menciona uma guilda, Starling, da qual Mikuni compartilhava a frequentação, supostamente tentando prevenir os efeitos do Distrito Financeiro sobre o mundo real. Mikuni traz Kimimaro para observar um de seus duelos contra um adversário de alto nível, propositadamente segurando sua força para vencer por uma margem de 1%, para que ele não afete o mundo real. Depois de testemunhar o duelo, Kimimaro torna-se determinado a não perder para ele e não ter que fazer ninguém sofrer. |                                       |                     |
| 5 | "Cultivo (Formação)" "Shūren" (修練)" | 13 de maio de 2011  |
| Mikuni explica a finalidade da Starling Guild, onde vitórias por margens pequenas deveriam ser priorizadas, a fim de não afetar a realidade. Para Kimimaro, mesmo aqueles com pequenas perdas podem ter o seu futuro modificado, levando-o a progredir preocupado, com dúvidas remontantes ao reflexo engendrado, contingente em amigos ou familiares, embora pareça afetar somente resultados de testes acadêmicos. Enquanto isso, Kimimaro também permanece mobilizado com a Corporação Farmacêutica Basho, que poderia afetar milhares de pessoas se induzida à falência através de negócios. Kimimaro, mais tarde, descobre que a instituição fora adquirida por uma empresa secretamente controlada por Mikuni, a fim de reduzir os seus efeitos sobre a realidade. Mikuni depois explica para Kimimaro que ele está tentando manter um equilíbrio entre a realidade e o Distrito Financeiro, desde que livrar um do outro poderia fixar o caos. Kimimaro decide se juntar a guilda, incoando a controlar seus negócios. |                                       |                     |
| 6 | "Conflito" "Kattō" (葛藤)"            | 20 de maio de 2011  |
| Jennifer está programada para ter um negócio contra Kimimaro, que atualmente está progredindo com suas novas estratégias. Ele é abordado pelo seu próximo adversário, uma celebridade chamada Ko Sennoza, que lhe oferece uma maneira de passar em seu negócio. Mais tarde, Kimimaro é abordado por Jennifer, que menciona que Mikuni está usando um monte de seu próprio futuro para ajudar a minimizar os efeitos dos outros negócios. Kimimaro fala com Ko, no dia seguinte, que diz, uma vez havendo a ocorrência de atos da Guild, mais dinheiro do Midas Bank aparece no mundo; também cita alguns dos efeitos de derrotas de Mikuni sobre mercados de futuros alheios. Depois de uma conversa mofina com Mikuni, Kimimaro passa com o seu negócio com Ko, cujos plausíveis ativos provocam sérios danos a MSHYU, enquanto defende Kimimaro. Como Kimimaro resolve proteger as coisas perto dele e salvar MSHYU, ele ataca com dois golpes peculares, mezzofltions, de rápida sucessão, emergindo vitorioso no Deal, e prejudicando a fundação Kō para caridade na vida real. Kō mantém sua atitude positiva, dizendo que Kimimaro tem o potencial para lutar por seu caminho adiante, rumo afora o distrito financeiro. |                                       |                     |
| 7 | "Composição" ""Sosei" (組成)"         | 27 de maio de 2011  |
| O passado de Mikuni é detalhado, em que ele deixou sua paixão pela música para se tornar um secretário executivo com seu pai. Mikuni foca negócios e é logo abordado pelo Midas Bank, passando a agir no distrito financeiro. De volta ao presente, MSHYU reflete sobre seu relacionamento com Kimimaro, que se torna curioso sobre a natureza de futuros que tomam a forma de Ativos. Quando Kimimaro vai para casa numa noite, ele começa a notar alguns edifícios desaparecendo. |                                       |                     |
| 8 | "Confiança" "Shin'yō" (信用)"         | 4 de junho de 2011  |
| Como alguns dos bancos do Distrito Financeiro começam a falir, o país começa a mudar rapidamente para a pobreza. Yoga tenta convencer Masakaki para deixá-lo pagar uma taxa, a fim de retornar ao futuro, mas é dito que está além do seu poder. Como Yoga depois descobre que Ebara falecera em um acidente de carro, ele decide queimar uma grande quantidade de seu dinheiro do Banco Midas. Como Mikuni e a organização Starling Guild associam-se para implementar um plano chamado "C", o Distrito do Sudeste Asiático Financeiro vai à falência e começa a desaparecer, junto com Singapura. |                                       |                     |
| 9 | "Colapso" ""Hatan" (破綻)"            | 10 de junho de 2011 |
| Mikuni usa 20 anos da sua vida para fabricar cédulas do Banco Midas. O fenômeno C tem início e elimina Singapura. Outros países asiáticos sofrem danos. A Starling Guild compra 80% das empresas japonesas, numa tentativa de assegurar o presente. Com isto, as consequências são amenizadas, mas ainda assim a situação fica ruim para o Japão: o PIB cai pela metade, voltando a algo próximo do que tinha nos anos 80; as escolas ficam sucateadas; a quantidade de moradores de rua aumenta assustadoramente; o índice de natalidade infantil é de apenas três crianças por dia; etc. Kimimaro conversa com a infiltrada loira, e concorda que Mikuni agira pior do que o fenômeno C em si, pois tentou garantir o presente eliminando o futuro, sem sequer saber se seria mesmo possível. Posteriormente, Kimimaro avisa a sua assistente que tomará o futuro de volta, mas MSHYU reprova-o, pois tornaria-se uma pessoa de verdade. Desta forma, não poderia ficar junto dele. Pede então um beijo, e Kimimaro lhe dá um, mas na testa. |                                       |                     |
| 10 | "Colisão" ""Shōtotsu" (衝突)"         | 17 de junho de 2011 |
| Os Estados Unidos começam a reunir todo o dinheiro do mundo para si como tentativa de resistir ao C. Por causa deste comportamento, durante a história, diversos países deixam de existir. Mikuni aplica a impressora giratória do Distrito ao funcionamento pela segunda vez. Taketazaki revela trabalhar para a moça loira: após muito tempo observando um traidor da Starling, tornou-se capaz de alterar o sistema bancário. Se aproveitou disto para roubar todo o dinheiro de Mikuni, e liberou-o de uma só vez, fazendo o iene sucumbir a estimações ínfimas. Para direcionar melhor o efeito, envia SMS para todos os japoneses, para que estes troquem seus ienes por dólares. Com o iene desvalorizado, o dinheiro de Midas também perde o valor, pois é dependente do elemento prólogo. Não tendo valor, é mais fácil conseguir a maior quantidade possível dele de volta, e assim, o futuro. Kimimaro luta com alguns membros da Guilda, e a mulher loira, com Mikuni. Ela perde, e antes de morrer, passa George, seu assistente, para Kimimaro. Tentando deter Mikuni, vai confrontá-lo, antes que a giratória pare e o futuro seja confiscado. Entretanto, mesmo derrotando-o, não teria o poder para ordenar que a impressora parasse, pois somente quem lograsse cartões negros consegueriam-no. Masasaki, entretanto, por ordens superiores, dá o cartão negro para Kimimaro. |                                       |                     |
| 11 | "Controle" "Mirai" (未来)"            | 24 de junho de 2011 |
| O futuro é salvo, mas o Distrito Financeiro continua existindo. O Japão passa a ter o dólar como moeda local. |                                       |                     |

## Recepção
As vendas registadas de C foram escassas; o primeiro DVD e Blu-Ray, respectivamente, abonaram 460 e 1160 cópias. O projeto foi enaltecido positivamente no que circunda o tema e a originalidade, sofrendo, todavia, críticas por sua execução e história. Andy Haley, da UK Anime Network, escreveu que se a série "conseguisse cumprir suas ambições e metas", seria um "clássico absoluto". Bradley Meek, da THEM Anime Reviews, e Carl Kimlinger, da Anime News Network, foram mais específicos na razão do problema, dizendo que, apesar de seus conceitos únicos e interessantes, um roteiro atônito e, por consequência, uma "mecânica narrativa totalmente apática", decresceram em seu potencial. De mesma forma, Luke Carrol, também da Anime News Network, elogiou-a por tentar novas idéias não vistas anteriormente no gênero, mas disse que não as entrega satisfatoriamente. Numa postagem mais favorável, Erin Finnegan, da Otaku USA, falou que, ainda que as conclusões influentes sobrepujem-se, visualizadores que procurassem algo inusual desfrutariam da obra. A mais peremptória análise foi laborada por Chris Beveridge, do The Fandom Post, que declarou que a animação "une bem as coisas, deixando o espectador com um sentimento de aproveitamento diante da performance geral".
André Van Ressen, da Active Anime and Meek, encontrou em C um show vigoroso, que abjura os critérios pendentes em um trabalho de ação.  Os Deals, para si, são "uma das melhores coisas sobre a série", enquanto Carroll julgou-os "surpreendentemente forçosos". Em oposição, Beveridge elogiou C por evitar um único foco nas batalhas, e por proporcionar um programa que foca nos atos dos personagens, destacando "a rigidez dos temas e as áreas indefinidas que levam tudo para casa". Finnegan alcunhou-o 'inteligente', pelo qual "temas pensativos sobre efeitos da economia na vida das pessoas são introduzidos".  Embora Hanley e Carroll também vissem este aspecto elucubrativo, Kimlinger o considerou negativo, dizendo que a altercação da filosofia da economia compreende o único ponto de interesse do conglomerado. Para si, alude a um "furo total e absoluto".
A maioria dos espectadores ruminou sobre a história com descrições relatantes de sua inconclusão, incluindo Finnegan, que alegou falhas de comunicação dentre certos pontos, opinião compartilhada por Carroll. Arrazoou a declaração através da inscrição de elementos inexplicados dentro do contexto episódico, como o pai de Kimimaro e sua rotina, bem como a maneira com a qual membros inerentes a história associam-se com MSHYU. Ainda, contempladas por Elliot Page, da UK Anime, e Hanley, as características de amor ilustradas por Kimimaro são firmadas em determinado parâmetro, mas, posteriormente, vêm a ser ignoradas, ou mesmo esquecidas. Hanley anuiu que tais brechas retraem o potencial da história. O erro conspícuo, segundo a especialista, é a passividade de Kimimaro, a qual também foi indicada por Kimlinger. Meek avaliou as motivações dos personagens como indeclaráveis e desinteressantes, criticando o retrato de Mikuni, que anela proteger sua irmã mais nova doente, mas está disposto a sacrificar o resto do mundo para tal. Kimlinger escreveu que vários personagens apenas assumem pontos do enredo, sendo isentos de personalidades, enquanto que Meek também encarou a suposta carência, criticando MSHYU e Sato, classificadas como fan services. Hanley disse que o passado e Mikuni é um aspecto reles, que acrescenta pouco à história, em contraste com Kimlinger, que rotulou-o como "surpreendentemente entusiasmante", e Beveridge, que descreveu-o como "forte". O comentário mais positivo foi promovido por Beveridge, que declarou que Kimimaro é um bom personagem-principal, enquanto Mikuni "alça essa sensação".
A arte da série foi criticada, informe e predominantemente, devido a utilização de gráficos 3D, computadorizados. Carroll e Hanley descreveram os gráficos em 3D como "acerto e erro"; o primeiro considerou-o como sua maior reclamação sobre o programa, enquanto o segundo propôs que o visual era "inicialmente atraente e expressivo". Ben Huber, do Japão, disse que, apesar da lhana computação gráfica, a animação geral merecia elogios. Van Ressen enfatizou a sua pertinência quanto ao desenho de personagens, alegando que este seria melhor que outros recursos paralelos. Com isso, reflete que a utilização de tais estruturas é reduzida, conforme a série gradua-se. Embora Finnegan a tenha descrito como uma "série de aparência artística", e o design de personagens atraente e original, Carroll e Page a criticaram principalmente, com o último escrevendo que, exceto Masakaki, "todos os personagens masculinos parecem idoneamente feios". Carroll declarou que a arte de personagens é "bastante média para a maioria do elenco, com viris exceções para os Ativos; Van Ressen e Kimlinger aclamaram o conglomerado no que entrama Ativos e sua diversidade de poderes. Enquanto criticava os personagens, Page elogiou os cenários criativos do anime, especialmente os englobados ao Distrito Financeiro. Carroll, de modo inarmônico, lamentou a escassez de detalhes consuetos, vide janelas e portas.  Kimlinger condecorou o âmbito artístico, titulando "um deleite chamativo e elaboradamente animado para os olhos". Enobrecendo o Distrito Financeiro, Beveridge anuiu que "dá à série uma ótima aparência".
Um dos aspectos mais aclamados atinou à música. Page disse que "uma coisa que eu posso alentar sem qualificador é essa música de fundo... é muito boa". Van Rissen comentou-a, sumarizando-a dentro dos entrames bem conchavados na história, e, ainda, exclamando os temas de abertura e encerramento, os quais receberam destaque de Huber, responsável por "bastante incrível".  As trilhas também foram elogiadas por Carroll, bem como sua "música de fundo temperamental [que] acura a série bastante"; no aspecto do áudio, considerou "um assunto médio, mas rijo". Kimlinger escreveu que, majoritariamente, as emoções da série eram suficientemente expressas através da "ótima e linda trilha de Taku Iwasaki". Os efeitos sonoros foram avultados por Beveridge, uma vez que "encarnam a sua função real".